# Disguise
Disguise (с англ. — «маска», «личина») — пятый студийный альбом американской метал-группы Motionless in White, выпущенный 7 июня 2019 года. Является первым альбомом группы, в записи которого участвовал бывший гитарист Ice Nine Kills Джастин Морроу, заменивший Девина «Ghost» Солу, и не принимал участие клавишник Джош Болз.

## Об альбоме
6 мая 2018 года Крис Черулли сообщил в Instagram, что новый альбом выйдет в 2019 году. Также он объявил, что наряду с Райаном Ситковски и Рикки Олсоном начнёт работать над ним перед летним фестивалем Warped Tour.
17 апреля 2019 года стало известно, что альбом будет называться Disguise. В тот же день группа выпустила два сингла с альбома — «Disguise» и «Brand New Numb». Также были опубликованы список композиций и обложка альбома, созданная Заком Данном.
10 мая группа выпустила третий сингл — «Undead Ahead 2: The Tale of the Midnight Ride» и видеоклип к нему.

## Отзывы критиков
| Оценки критиков | Оценки критиков |
| Источник        | Оценка          |
| --------------- | --------------- |
| Already Heard   | [ 1 ]           |
| Dead Press!     | 4/10            |
| Distorted Sound | 7/10            |
| Sputnikmusic    | [ 7 ]           |
| Wall of Sound   | [ 2 ]           |

Альбом получил смешанные отзывы музыкальных критиков. Рецензент сайта Already Heard Иэн Кенуорти, давший оценку 3,5 из 5, отметил, что «в лучшем случае Disguise представляет собой вычурный хаотичный заряд металкора с готическим привкусом, однако в некоторых местах он допускает пробелы, особенно когда группа отступает из зоны комфорта». Карлос Зелая из Dead Press! поставил оценку 4 из 10 и указал, что «относительно их пятого альбома, Disguise, вы уже вполне знаете, что можно ожидать, так как альбом изобилует их фирменным готическим металом с оттенками индастриала и местами слегка погружается в ню-метал». Адам Райс из Wall of Sound дал альбому оценку 3,5 из 5, отметив: «Motionless in White снова сделали это, и, хотя не все песни великолепны, это здоровое сочетание разных стилей и жанров, которое удовлетворит любой музыкальный вкус».

## Список композиций
| №                   | Название                                         | Длительность |
| ------------------- | ------------------------------------------------ | ------------ |
| 1.                  | «Disguise»                                       | 3:58         |
| 2.                  | «Headache»                                       | 3:29         |
| 3.                  | «</c0de>»                                        | 3:49         |
| 4.                  | «Thoughts & Prayers»                             | 4:01         |
| 5.                  | «Legacy»                                         | 3:33         |
| 6.                  | «Undead Ahead 2: The Tale of the Midnight Ride»  | 4:34         |
| 7.                  | «Holding on to Smoke»                            | 4:14         |
| 8.                  | «Another Life»                                   | 3:25         |
| 9.                  | «Broadcasting from Beyond the Grave: Death Inc.» | 3:54         |
| 10.                 | «Brand New Numb»                                 | 3:42         |
| 11.                 | «Catharsis»                                      | 3:52         |
| Общая длительность: | Общая длительность:                              | 42:31        |

## Участники записи
| Motionless in White - Крис «Motionless» Черулли — вокал, гитара - Райан Ситковски — гитара, бас-гитара, бэк-вокал (трек 4) - Рикки «Horror» Олсон — ритм-гитара, бас-гитара, бэк-вокал, вокал (6) - Джастин Морроу — бас-гитара, бэк-вокал - Винни Мауро — барабаны | Дополнительный персонал - Дрю Фулк — продюсер, сведение, композиция - Том Хейн — инжиниринг, композиция - Джефф Данн — инжиниринг - Джастин Деблик — вокальный инжиниринг, редактирование - Джонни Эндрюс и Гайапатра — композиция - Дейв Рат — A&R - Ким Шон — менеджмент - Зак Данн — обложка - Шон Смит — обложка - Линдси Адлер — фотография |

## Чарты
| Чарт (2019)         | Высшая позиция |
| ------------------- | -------------- |
| ARIA Charts         | 32             |
| Ö3 Austria Top 40   | 69             |
| UK Albums Chart     | 98             |
| Billboard 200       | 27             |
| Top Rock Albums     | 4              |
| Schweizer Hitparade | 65             |